# Dennis Iliadis
Dennis Iliadis, född 31 december 1969 i Aten, är en grekisk manusförfattare, regissör, skådespelare och producent.

## Roller (i urval)
- (2004) - Hardcore
- (2000) - I Piso Porta

## Fotnoter
1. ↑  Česko-Slovenská filmová databáze, 2001, ČSFD person-ID: 23793.[källa från Wikidata]
2. ↑  Freebase Data Dumps, Google.[källa från Wikidata]
3. ↑  LUMIERE, LUMIERE regissörs-ID: 13078, läst: 4 april 2022.[källa från Wikidata]